# Drot og marsk
Drot og marsk (en danès, El rei i el mariscal) és una òpera del compositor danès Peter Heise. El llibret, de Christian Richardt, és basa en l'obra Marsk Stig (1850) de Carsten Hauch. Es va estrenar al Det Kongelige Teater de Copenhaguen, el 25 de setembre de 1878.

## Personatges
| Funció         | Tipus de veu | Elenc estrena |
| -------------- | ------------ | ------------- |
| King Erik      | Tenor        |               |
| Mariscal Stig  |              |               |
| Fru Ingeborg   |              |               |
| Rane Johnsen   |              |               |
| Recompte Jakob |              |               |
| Jens Magnífic  |              |               |
| Arved Bengsten |              |               |
| Aase           |              |               |

## Argument
L'òpera és basada en la història certa de l'assassinat del rei danès Eric Glipping el 1286. El rei és un faldiller i quan sedueix Ingeborg, la muller del mariscal Stig, aquest organitza una conspiració per matar-lo. Stig és desterrat i Ingeborg se suïcida.

## Enregistraments
- Drot og marsk, Poul Elming, Bent Norup, Eva Johansson, Aage Haugland, Danish National Radio Choir and Royal Symphony Orchestra, dirigit per Michael Schønwaldt (Chandos)